# Andrew Adamson

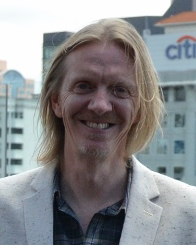
Andrew Adamson

Andrew Ralph Adamson, MNZM (* 1. Dezember 1966 in Auckland) ist ein neuseeländischer Regisseur.

## Leben
2001 gab Andrew Adamson mit dem Animationsfilm Shrek sein Regiedebüt. Vor diesem war er unter anderem für die Visual Effects in dem Film Batman Forever verantwortlich. Seine erste Regiearbeit mit realen Darstellern ist der Film Die Chroniken von Narnia: Der König von Narnia, der auf der bekannten Romanserie von C.S. Lewis basiert. Der Film lief international sehr erfolgreich in den Kinos. Die Verfilmung des zweiten Bandes mit dem Titel Die Chroniken von Narnia: Prinz Kaspian von Narnia startete am 31. Juli 2008 in den Kinos. Bei diesem Film führte ebenfalls Andrew Adamson die Regie und schrieb am Drehbuch mit.

## Filmografie

### Regie
- 2001: Shrek – Der tollkühne Held (Shrek)

### Drehbuch
- 2007: Shrek der Dritte (Shrek the Third)

### Regie und Drehbuch
- 2004: Shrek 2 – Der tollkühne Held kehrt zurück (Shrek 2)
- 2005: Die Chroniken von Narnia: Der König von Narnia (The Chronicles of Narnia: The Lion, the Witch and the Wardrobe)

### Regie, Drehbuch und Produktion
- 2008: Die Chroniken von Narnia: Prinz Kaspian von Narnia (The Chronicles of Narnia: Prince Caspian)
- 2012: Mr. Pip
- 2012: Cirque du Soleil – Traumwelten (Cirque du Soleil: Worlds Away)

### Produktion
- 2010: Die Chroniken von Narnia: Die Reise auf der Morgenröte (The Chronicles of Narnia: The Voyage of the Dawn Treader)

### Ausführende Produktion
- 2005: Die Chroniken von Narnia: Der König von Narnia (The Chronicles of Narnia: The Lion, the Witch and the Wardrobe)
- 2007: Shrek der Dritte (Shrek the Third)
- 2010: Für immer Shrek (Shrek Forever After)

### Visual Effects Supervisor
- 1995: Batman Forever
- 1996: Die Jury (A Time to Kill)
- 1997: Batman & Robin